# Andrzej Szymański (mineralog)
Andrzej Maria Szymański (ur. 13 maja 1934 w Panasówce, zm. 10 września 2000 w Warszawie) – polski chemik, mineralog, profesor zwyczajny Politechniki Warszawskiej.

## Życiorys

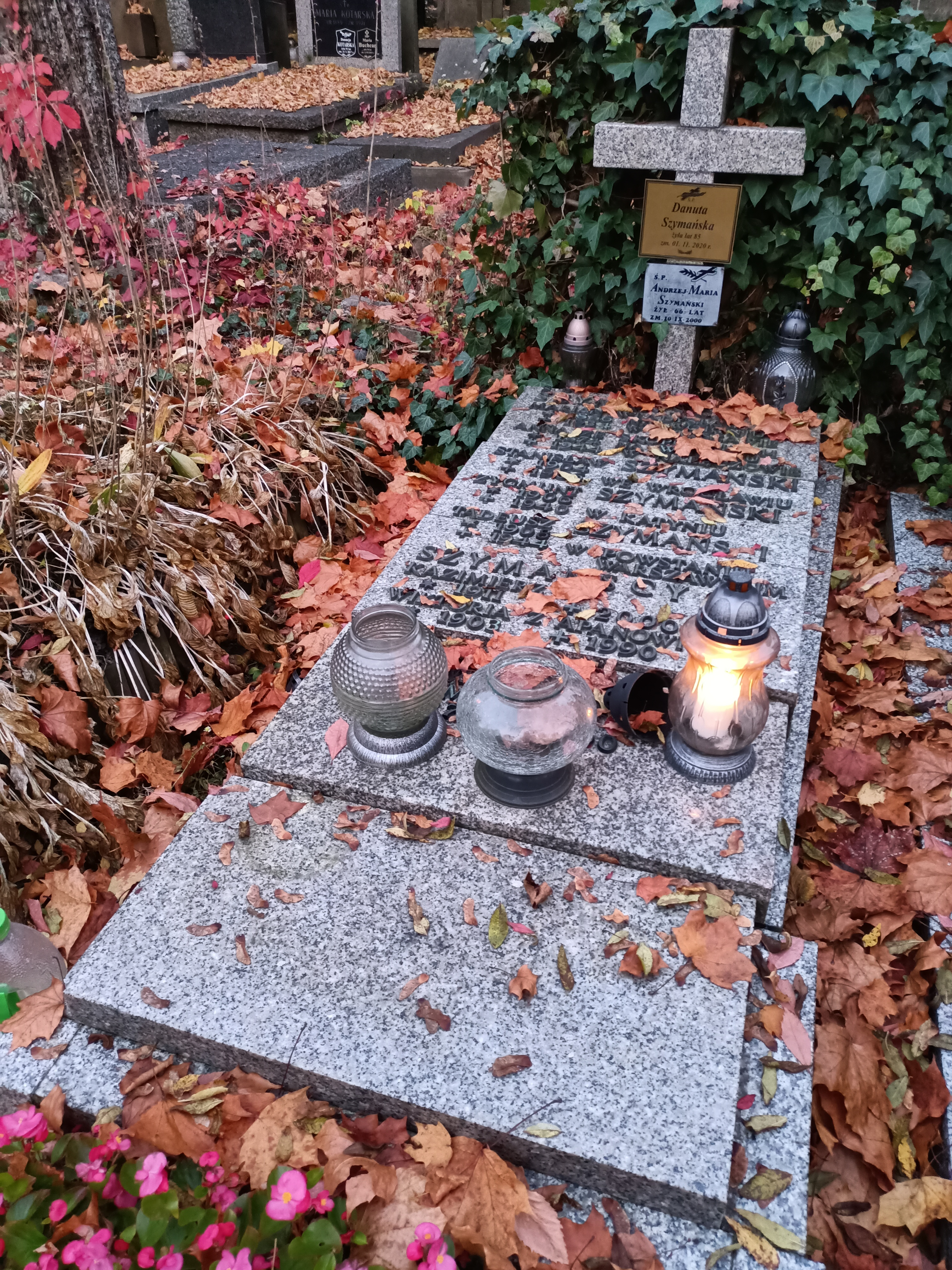
grób Andrzeja Szymańskiego na Cmentarzu Powązkowskim

Syn Stanisława i Aleksandry z Kownackich. W 1956 r. ukończył studia na Uniwersytecie Warszawskim i rozpoczął pracę jako nauczyciel w Technikum Geologicznym. Od 1959 r. był kierownikiem laboratorium fizykochemicznego w Centralnym Zarządzie Przemysłu Zbrojeniowego. Od 1967 r. kierował działem badawczym w Instytucie Szkła i Ceramiki, w 1968 r. obronił doktorat na Uniwersytecie Wrocławskim, a w 1973 r. habilitował się na Politechnice Wrocławskiej. W 1974 r. objął w funkcję sekretarza naukowego w Instytucie Technologii Materiałów Elektronicznych, od 1987 r. przez trzy lata równocześnie był konsultantem technologicznym w Fabryce Porcelany Książ w Wałbrzychu. W 1989 r. był współzałożycielem i dyrektorem Instytutu Technologicznego, rok później założył w Łomiankach własną firmę A. Szymański and Company DiaTech Ltd. W 1989 r. został profesorem technologii nieorganicznej i ceramiki na Wydziale Chemicznym Politechniki Warszawskiej, w 1990 r. został prezesem Centrum Badań i Produkcji Materiałów Elektronicznych CeMat '70 S.A. 29 grudnia 1956 roku Ożenił się z Danutą Joanną Horecką, z którą miał dwójkę dzieci: Piotra i Kingę.
Zmarł w 2000 r., został pochowany na cmentarzu Powązkowskim w Warszawie (kw. 134, rząd IV, grób 11).

## Członkostwo
- Polskie Towarzystwo Gemmologiczne (przewodniczący sądu od 1989),
- Międzynarodowa Rada Mineralogii Stosowanej (wiceprezes 1994-1996, prezes od 1996),
- Mineralogical Society Poland (wiceprezes od 1994),
- Polskie Towarzystwo Ceramiczne,
- Mineral Society Russia (członek honorowy).